# Ico (datorspel)
ICO (イコ Iko?) är ett pussel-plattformsspel och actionäventyrsspel utvecklat av Team Ico och utgivet av Sony Computer Entertainment till Playstation 2 under 2001 och 2002 i olika regioner. Det designades och regisserades av Fumito Ueda, som ville skapa ett minimalistiskt spel om "en pojke som möter en flicka". Ico planerades först att vara ett Playstation-spel och tog cirka fyra år att utveckla. Arbetslaget använde en "subtraktionsdesign"-strategi för att minska de delar av spelupplägget som störde spelets miljö och berättelse i syfte att skapa en känsla av fördjupning.
Huvudpersonen är en ung pojke vid namn Ico som föddes med två horn, vilket i hans hembygd tros vara en förbannelse som man endast undflyr genom att låsa in barnen med horn i ett övergivet slott. När Ico utforskar slottet möter han Yorda, som är dotter till slottets drottning. Drottningen planerar att använda Yordas kropp till att förlänga sin egen livslängd. När Ico får reda på detta försöker han fly från slottet med Yorda och hålla henne säker från skuggliknande varelser som försöker dra henne tillbaka. Spelaren styr Ico under hela spelet medan denne utforskar slottet, löser pussel och hjälper Yorda att ta sig över hinder.
Ico introducerade flera design- och tekniska aspekter, inklusive en berättelse med minimal dialog, en ny ljuseffekt och nyckelbildanimation, som har påverkat efterföljande spel. Spelet blev inte en kommersiell framgång, men det var kritikerrosat för dess design och berättelse. Det fick flera utmärkelser, bland annat årets spel-nomineringar och tre Game Developers Choice Awards. Ico listas på flera ledande spellistor, och betraktas ofta som ett konstverk. Spelet återutgavs i Europa 2006 i samband med lanseringen av Shadow of the Colossus, den andliga uppföljaren till Ico. Tillsammans med Shadow of the Colossus släpptes Ico till Playstation 3 som en del av Ico & Shadow of the Colossus Collection med HD-grafik och 3D-stöd. I Japan släpptes denna HD-version separat i butik.

## Spelupplägg
Ico är i första hand ett tredimensionellt plattformsspel. Spelaren styr Ico från ett tredjepersonsperspektiv när han utforskar slottet och försöker fly därifrån med Yorda. Kameran låser sig i varje rum eller område men snurrar runt för att följa Ico eller Yorda när de rör på sig; spelaren kan dessutom panorera vyn lite i andra riktningar för att observera mer av omgivningen. Spelet innehåller många plattformselement. Till exempel måste spelaren få Ico att hoppa, klättra, knuffa och dra objekt samt utföra andra uppgifter såsom pussellösningar för att ta sig vidare i slottet. Dessa handlingar försvåras av det faktum att endast Ico kan utföra dem; Yorda kan bara hoppa korta sträckor och kan inte klättra uppför höga hinder. Spelaren måste använda Ico så att han kan hjälpa Yorda att korsa hinder såsom att lyfta upp henne till en högre avsats eller att ändra på miljön för att tillåta Yorda att själv kunna ta sig över ett hinder. Spelaren kan berätta för Yorda att följa efter Ico eller att vänta vid en plats. Spelaren kan också få Ico att hålla Yordas hand och få henne att röra sig i en snabbare takt. Spelaren kan inte gå vidare i spelet förrän denne för Yorda till vissa dörrar som bara hon kan öppna.
Flykten från slottet försvåras av skuggvarelser som skickas ut av drottningen. Dessa varelser försöker kidnappa Yorda och kasta ner henne i svarta virvelströmmar om Ico lämnar henne under en längre tid, eller om hon befinner sig i vissa områden i slottet. Ico kan skingra dessa skuggor med hjälp av en käpp eller ett svärd, och kan dra upp Yorda om hon dras ner i en virvel. Skuggvarelserna kan inte skada Ico men spelet slutar om Yorda blir helt uppslukad i en virvel; spelaren omstartar då från en sparpunkt. Spelaren kommer också att starta från en sparpunkt om Ico faller ner från en hög höjd. Sparpunkter i spelet representeras av stenbänkar som Ico och Yorda kan vila på när spelaren sparar spelet. I de europeiska och japanska versionerna av Ico, efter att spelaren klarat spelet, kan man starta om spelet i ett lokalt kooperativt två-spelarläge där den andra spelaren kontrollerar Yorda, som fortfarande har samma begränsningar som den datorstyrda versionen av spelfiguren.

## Handling
En pojke med två horn vid namn Ico (イコ Iko?) förs av en grupp krigare till ett övergivet slott som står på några klippor utanför fastlandet. Han blir inlåst i en stenkista för att bli offrad. Ett jordskalv får hans kista att ramla omkull och Ico flyr. När han utforskar slottet stöter han på Yorda (ヨルダ Yoruda?), en fångad flicka som talar ett annat språk. Ico hjälper Yorda att fly från slottets fängelse och försvarar henne mot skuggliknande varelser. De tar sig igenom slottet och kommer till bron till fastlandet. När de försöker passera bron blir de stoppade av slottets härskare, en drottning, som berättar för Yorda att hon inte får lämna slottet eftersom hon är hennes dotter. Drottningen förstör en del av bron och Ico faller från den, trots Yordas försök att rädda honom.
Ico förlorar medvetandet i fallet och vaknar upp nedanför slottet. Han tar sig tillbaka till de övre nivåerna och hittar ett magiskt svärd som kan skingra skuggvarelser. Ico upptäcker att drottningen har förvandlat Yorda till en stenstaty och konfronterar drottningen i hennes tronrum; hon avslöjar att hon planerar att starta om sitt liv på nytt genom att besitta Yordas kropp. Ico dräper drottningen med det magiska svärdet, men med hennes död knuffas han mot en stenvägg, som bryter av hans horn och gör honom medvetslös. Drottningens trollformel på Yorda blir bruten och slottet börjar kollapsa. En skuggform av Yorda bär ut Ico från slottet till en båt och skickar ut honom till havet. Ico vaknar senare upp på en strand och återförenas med Yorda i hennes mänskliga form.

## Utveckling

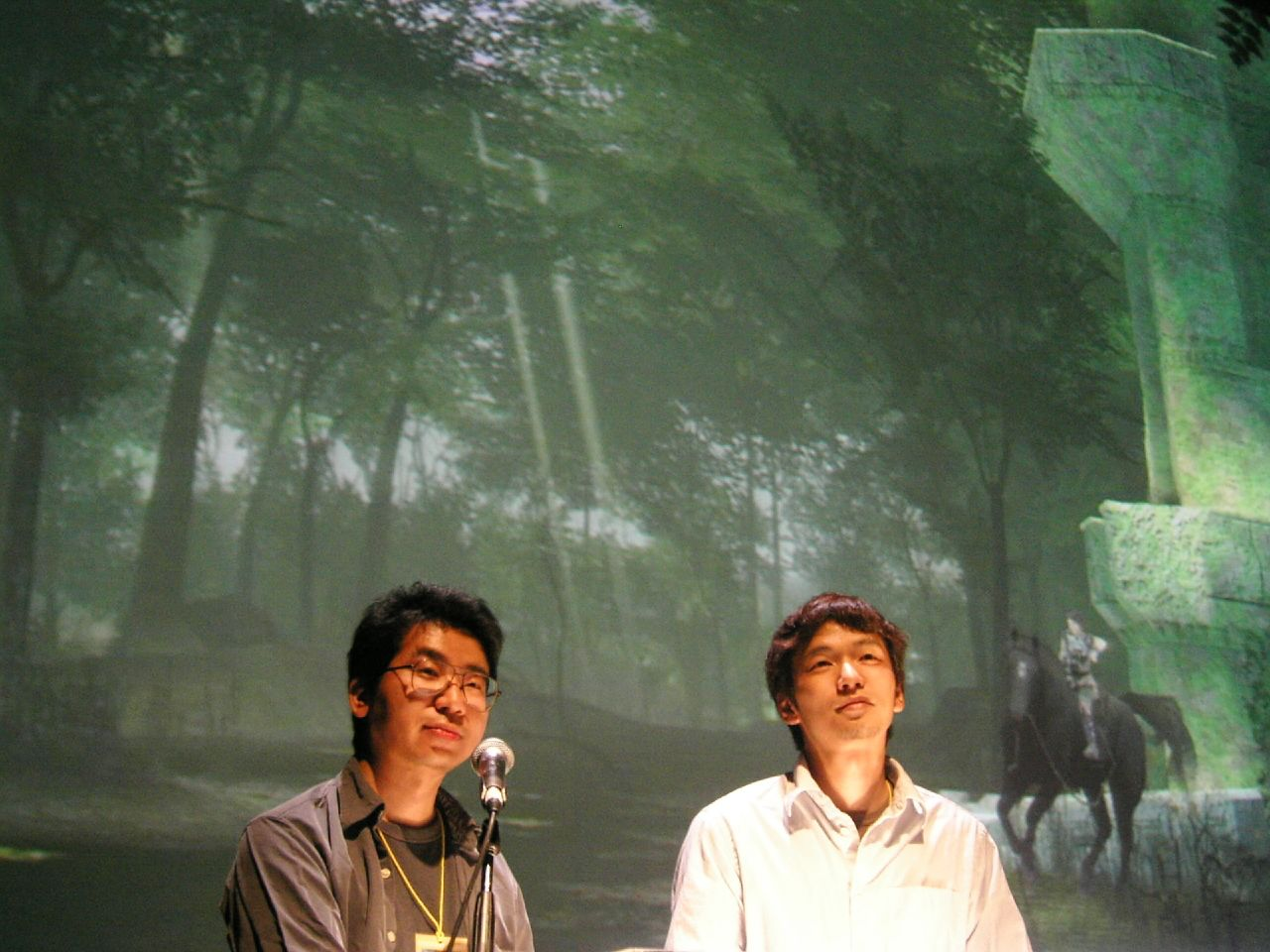
Kenji Kaido (vänster) och Fumito Ueda (höger) ansvarade för utvecklingen av Ico.

Spelutvecklaren Fumito Ueda kom på idén till Ico under 1997, med att skapa en berättelse om en "pojke som möter en flicka" där de två huvudpersonerna skulle hålla varandras händer under sina äventyr och bilda en relation mellan sig utan någon form av kommunikation. Ueda hade två ursprungliga inspirationskällor för Ico: den ena var en TV-reklam om en kvinna som håller ett barns hand när hon går genom en skog, medan den andra var mangaserien Galaxy Express 999, där en kvinna är en beskyddare för den unge hjälten när de tillsammans ger sig ut på äventyr genom galaxen. Han citerade också sitt arbete som animatör på Kenji Enos Sega Saturn-spel Enemy Zero, vilket inspirerade Icos animation, filmsekvenser, ljuseffekter, ljuddesign och vuxeninriktade innehåll. En ytterligare inspirationskälla för Ueda var Éric Chahis spel Another World (i Japan känt som Outer World), som använde filmsekvenser och saknade head-up display för att inge känslan av en filmisk upplevelse. Det presenterade också en känslomässig relation mellan två spelfigurer, trots dess användning av minimal dialog. Ueda citerade också olika Sega Mega Drive-spel, Virtua Fighter, Lemmings, Flashback och det första Prince of Persia-spelet som inspirationskällor, särskilt när det kom till animation- och spelstil. Med hjälp av en assistent skapade Ueda en animerad film i Lightwave för att få en känsla för det slutgiltiga spelet och för att bättre kunna förmedla sin vision. I den tre minuter långa demonstrationsfilmen hade Yorda horn i stället för Ico och flygande robotvarelser sågs skjuta vapen för att förstöra slottet. Ueda konstaterade att han använde den här filmen som representerade hans vision för att hålla arbetslaget på rätt spår för den långa utvecklingsprocessen, och han använde även denna teknik för utvecklingen av arbetslagets nästa projekt, Shadow of the Colossus.
Ueda började arbeta med producenten Kenji Kaido under 1998 för att utveckla idén och föra spelet till Playstation. Icos designestetik vägleddes av tre viktiga begrepp: att göra ett spel som skulle skilja sig från andra i genren, att det har en estetisk stil som skulle vara konsekvent artistiskt, och spela det i en påhittad men ändå realistisk miljö. Detta åstadkoms med hjälp av "subtraktionsdesign"; de tog bort element från spelet som störde spelets verklighet. Detta innebar att ta bort någon form av head-up display och få spelet att enbart fokusera på flykten från slottet samt att minska antalet typer av fiender i spelet till en enda fiende. En provisorisk design av spelet visar Ico och Yorda som står inför behornade krigare som liknar dem som tar Ico till slottet. Spelet fokuserade ursprungligen på Icos försök att föra tillbaka Yorda till hennes rum i slottet efter att hon blivit kidnappad av dessa krigare. Ueda tyckte att denna version hade för mycket detaljer för grafikmotorn de hade utvecklat, och som en del av "subtraktionsdesignen" ersatte de krigarna med skuggvarelser. Ueda vände sig också till ett antal personer utanför spelindustrin för att hjälpa till med utvecklingen. Dessa bestod av två programmerare, fyra grafiker och en designer, och tillsammans med Ueda och Kaido bildade man huvudgruppen av det som nu kallas för Team Ico. Vid närmare eftertanke påpekade Ueda att subtraktionsdesignen kan ha tagit för mycket av spelet och att det inte gick i lika stor utsträckning som med Shadow of the Colossus.

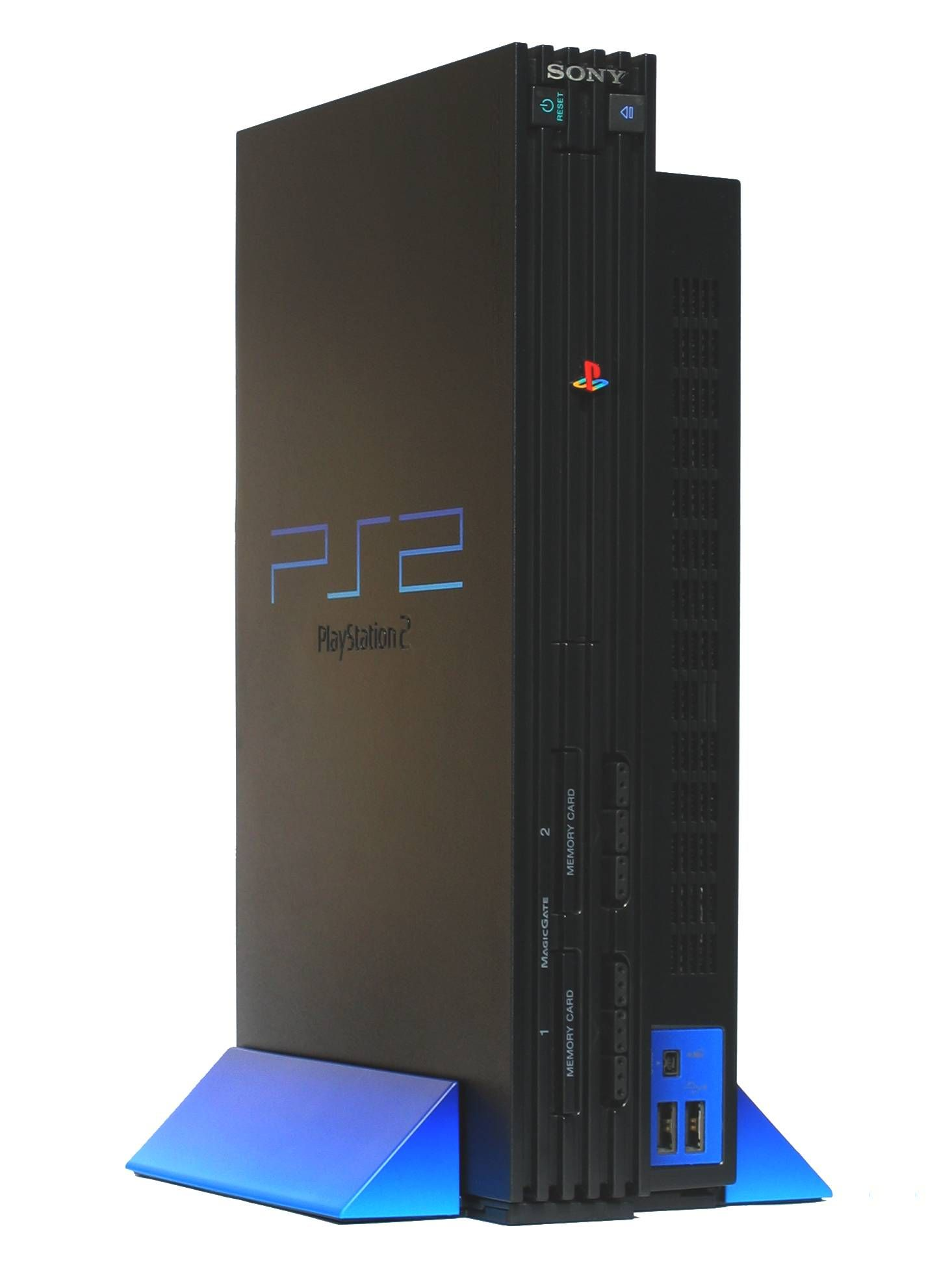
Spelet utvecklades först till Playstation, innan utvecklingen flyttades till Playstation 2.

Efter två år av utveckling stötte arbetslaget på begränsningar i Playstations hårdvara och stod inför ett kritiskt val: antingen avsluta projektet helt och hållet, ändra sin vision för att passa hårdvarans begränsningar eller fortsätta med att undersöka fler alternativ. Arbetslaget bestämde sig för att hålla fast vid Uedas vision, och började använda Emotion Engine från Playstation 2 för att dra nytta av plattformens förbättrade egenskaper. Karaktärsanimation åstadkoms genom nyckelbild-animering i stället för den vanligare motion capture-tekniken. Ico är erkänt som ett av de första spelen som integrerat bloom-ljusseffekt i datorspel, en teknik som inspirerat grafikstilen på spel från den sjunde konsolgenerationen. Spelet tog ungefär fyra år att skapa. Ueda lämnade avsiktligt slutet i spelet vagt, då han inte angav om Yorda levde, om hon skulle resa med Ico eller om det helt enkelt var huvudpersonens dröm.
Omslaget som användes för utgåvorna i Japan och PAL-regionen ritades av Ueda själv och inspirerades av den metafysiska konstnären Giorgio de Chirico och hans verk La nostalgia dell'infinito. Ueda ansåg att "de Chiricos surrealistiska [sic] värld matchade den allegoriska världen i Ico". Den nordamerikanska versionen saknar detta omslag samt ytterligare funktioner som blir tillgängliga efter att spelaren avklarat spelet en gång. Arbetslaget kunde inte ge Uedas omslag eller fler funktioner så som tvåspelarläget i tid för Sonys planerade nordamerikanska utgivningsdatum, men tog med dem för senare utgåvor i Japan och PAL-regioner. Sedan spelets lansering har det nordamerikanska omslaget av flera ansetts vara ett av de fulaste spelomslagen som skapats, i jämförelse med spelets kvalitet och det japanska/PAL-omslaget. Vid närmare eftertanke tyckte Yasuhide Kobayashi, vice ordförande för Sonys Japan Studio, att det nordamerikanska omslaget och avsaknaden av en identifierbar engelsk titel ledde till spelets svaga försäljning i USA, och planerade att korrigera det inför utgivningen av The Last Guardian. Spelet släpptes den 24 september 2001 i Nordamerika, den 16 december 2001 i Japan och i mars 2002 i ett visst antal PAL-regioner. I PAL-regionerna släpptes även en begränsad utgåva av spelet innehållandes ett kartongomslag som visar konstverk från spelet och fyra konstkort. Spelet släpptes på nytt som en standardutgåva i februari 2006 inom hela PAL-regionen förutom Frankrike efter lanseringen av Shadow of the Colossus, Icos andliga uppföljare, 2005 för att tillåta spelare att "fylla luckan i deras samling".
Ico använder minimal dialog på ett påhittat språk för att skildra berättelsen i spelet. Röstskådespelarna för spelet bestod av Kazuhiro Shindo som Ico, Rieko Takahashi som Yorda och Misa Watanabe som drottningen. Ico och drottningens dialoger visas i antingen engelska eller japanska undertexter beroende på region, medan Yordas tal visas i ett symboliskt språk. Ueda valde att inte ge översättningen av Yordas dialoger då det skulle ha utjämnat språkhindret mellan Ico och Yorda, och därmed urholkat spelets koncept om att "hålla varandras händer". Om spelaren skulle klara spelet en andra gång efter den första, i de icke-nordamerikanska utgåvorna av spelet, ersätts den symboliska texten med lämpliga språkundertexter.

## Lansering och mottagande
| Mottagande         | Mottagande              |
| Samlingsbetyg      | Samlingsbetyg           |
| Tjänst             | Betyg                   |
| ------------------ | ----------------------- |
| Gamerankings       | 90.29% (66 recensioner) |
| Metacritic         | 90/100 (59 recensioner) |
| Recensionsbetyg    |                         |
| Publikation        | Betyg                   |
| Eurogamer          | [ 3 ]                   |
| Famitsu            | 30/40                   |
| Game Revolution    | B+                      |
| Gamespot           | [ 2 ]                   |
| Gamespy            | [ 39 ]                  |
| Gamesradar         | [ 40 ]                  |
| IGN                | [ 41 ]                  |
| Videogamer.com     | [ 42 ]                  |
| Gamereactor        | [ 43 ]                  |
| The New York Times | Positiv                 |

Recensionerna för Ico var främst starkt positiva och spelet har fått kultstatus bland spelare. Recensionssammanställningssidorna Gamerankings och Metacritic gav betygen 90.29% respektive 90/100, baserat på 66 respektive 59 recensioner. I Japan gav Famitsu betyget 30 av 40 till spelet. Spelet anses av vissa vara ett av de bästa spelen som någonsin skapats; 2007 rankade Edge Ico på 13:e plats i deras lista på bästa spel, medan IGN rankade spelet på 18:e plats 2005, och på 57:e plats 2007. Ico har använts som ett exempel på ett spel som ett konstverk. Ueda kommenterade att han medvetet försökte att distansera Ico från konventionella datorspel på grund av den negativa bild som datorspel tog emot vid den tiden, i avsikt att få fler människor att spela spelet.
Vissa recensenter har jämfört Ico med äldre, enklare äventyrsspel som Prince of Persia eller Tomb Raider, som syftar till att framkalla en känslomässig erfarenhet från spelare. David Smith från IGN kommenterade att medan spelet var enkelt var det som en upplevelse "nästan obeskrivlig." Spelets grafik och ljud bidrog starkt till de positiva reaktionerna från spelrecensenter; Smith skrev att "Grafiken, ljudet och den originella pusseldesignen går samman för att skapa något som är nästan, om inte helt, fullständigt olikt allt annat på marknaden och känns underbart på grund av det." Många recensenter var imponerade av spelets detaljrika miljöer och dess omfattning, huvudpersonernas animationer trots deras låga polygonantal, samt dess användning av ljuseffekter. Ico:s atmosfär, skapad av den enkla musiken och den mindre detaljnoggrannheten med röstskådespelet till huvudpersonerna, togs också upp som en av spelets starka sidor. Charles Herold från The New York Times sammanfattade sin recension med att "Ico är inte ett perfekt spel, men det är ett spel med perfekta ögonblick." Herold kommenterade senare att Ico bryter normen av spel som oftast inblandar följeslagare. I de flesta spel är dessa följeslagare osårbara och spelare kommer oftast inte bekymra sig för de icke-spelbara spelfigurernas öde, men Ico skapar känslan av "tillit och barnslig bräcklighet" kring Yorda, och att dessa leder till att spelfiguren är "spelets hela fokus".
Spelet är känt för dess enkla stridssystem som skulle "svika de som begär mekaniskt djup", konstaterat av Miguel Lopez från Gamespot. Spelets pusseldesign har berömts för att skapa en givande upplevelse för spelare som tar sig genom utmaningar på egen hand. Som ett exempel skrev Kristen Reed från Eurogamer att "du fortskrider lugnt, logiskt och frivilligt, och illusionen är perfekt: spelet talar aldrig om för dig vad du ska göra, trots att spelet alltid talar om för dig vad du ska göra". Ico betraktas också vara ett kort spel, som tar mellan sju och tio timmar att spela igenom, vilket Game Revolution kallar "smärtsamt kort" med "inget återspelningsvärde bortsett från de självpåtagna utmaningarna". Matthew Keil från G4TV ansåg dock att "spelet är så starkt att många kommer att klara Ico i en eller två sittningar". Bristen på funktioner i den nordamerikanska versionen, som skulle bli upplåsta i efterföljande spelningar efter att man klarat spelet, sägs ha minskat spelets återspelningsvärde. Electronic Gaming Monthly konstaterar att "Yorda skulle förmodligen vara den värsta följeslagaren–hon är vimsig och hjälplös; om inte för det faktum att spelaren utvecklar en relation med henne, vilket gör spelets slut desto mer hjärtskärande."
Ico konstaterades av Chris Kohler från Wired som en viktig inspirationskälla för flera andra datorspel, där flera spelutvecklare har lånat spelets enkla och visuella ideal. Utvecklare såsom Eiji Aonuma, Hideo Kojima, Jordan Mechner och Patrice Désilets har citerat Ico för att ha influerat deras spels visuella utseende, bland annat för The Legend of Zelda: Twilight Princess, Metal Gear Solid 3: Snake Eater respektive Prince of Persia: The Sands of Time. Marc Laidlaw, manusförfattare för Half-Life-serien, kommenterade att, bland flera andra mer minnesvärda ögonblick i spelet, var delen där Yorda försöker rädda Ico från att falla från den skadade bron "en viktig händelse, inte bara för det spelet, utan också för speldesign som en konstform". Naughty Dog använde Ico som inspirationskälla till utvecklingen av både Uncharted 3: Drake's Deception och The Last of Us. Neil Druckmann krediterade Icos spelupplägg som en viktig inspiration när han började utveckla berättelsen till The Last of Us. Vander Caballero, utvecklaren av Papo & Yo, krediterade Ico för att ha inspirerat spelupplägget i Papo & Yo. Jenova Chen, skaparen av datorspelen Flower och Journey, citerade Ico som en av hans största inspirationskällor. Ico var också en inspirationskälla för Josh Holmes, creative director för Halo 4. Phil Fish använde subtraktionsdesign-strategin för att utveckla spelet Fez. Utvecklarna för både Brothers: A Tale of Two Sons och Rime har använt Ico som en stor inspirationskälla i deras design. Hidetaka Miyazaki, skaparen av spelserierna Dark Souls och Bloodborne, har citerat Ico för att ha varit en viktig inspiration för honom till att engagera sig i datorspelsutveckling, och konstaterade att "Det spelet slog upp mina ögon till mediets möjligheter". Goichi Suda har sagt att Icos sparsystem, där spelaren låter Ico och Yorda sitta på en bänk för att spara spelet, inspirerade sparsystemet i No More Heroes där spelkaraktären sparar spelet genom att sitta på en toalett. Filmregissören Guillermo del Toro har citerat både Ico och Shadow of the Colossus som "mästerverk" och som en del av hans regissörsinspiration. Jonny Greenwood från Radiohead anser att av hans tio bästa datorspel "kan Ico vara det bästa".
Trots dess positiva omdömen har försäljningen av spelet gått dåligt. År 2009 såldes endast 700 000 exemplar av spelet världen över, varav 270 000 exemplar i USA och merparten i PAL-regionen. Ueda ansåg att hans subtraktionsdesign-strategi kan ha skadat marknadsföringen av spelet, då reklamkampanjen för spel vid tidpunkten för spelets lansering bestod främst av skärmdumpar, och eftersom Ico saknar head-up-display betraktades det som ointressant för potentiella köpare.

### Utmärkelser
Ico fick flera utmärkelser från spelpublikationer och ansågs av flera av dessa vara ett av årets spel, trots att det konkurrerade med spel som Halo: Combat Evolved, Metal Gear Solid 2: Sons of Liberty och Grand Theft Auto III. Spelet fick tre Game Developers Choice Awards 2002, bland annat "Excellence in Level Design", "Excellence in Visual Arts" och "Game Innovation Spotlight". Spelet vann två Interactive Achievement Awards från Academy of Interactive Arts & Sciences år 2002 för "Scenografi" och "Karaktärs- eller Berättelseutveckling", och var nominerad till utmärkelser som "Årets spel", "Speldesign", "Leveldesign" och "Ljuddesign".

### HD-version
HD-versioner av Ico och Shadow of the Colossus släpptes i samlad form till Playstation 3 i september 2011. Utöver förbättrad grafik uppdaterades spelen med stöd för stereoskopisk 3D och Playstation Trophies. Portningen av Ico byggde också på den europeiska versionen och innehåller funktioner som Yordas översättning och tvåspelarläget. I Nordamerika och Europa/PAL-regionen släpptes båda spelen som en bundlingsutgåva i butik, medan de i Japan släpptes som separata titlar. Båda spelen har sedan släppts separat som nedladdningsbara titlar på Playstation Networks onlinebutik Playstation Store. I patch 1.01 för den digitala HD-versionen av Ico tillades fjärrspelfunktionen, vilket gör att spelet kan spelas på Playstation Vita.

## Relaterad media

### Roman
En roman baserad på spelet med titeln Ico: Kiri no Shiro (ICO-霧の城- Iko: Kiri no Shiro?, "Ico: Dimmans slott") släpptes i Japan under 2004. Författaren Miyuki Miyabe skrev romanen på grund av sin uppskattning av spelet. En koreansk översättning av romanen kom ut året därpå av Hwangmae Publishers, medan en engelsk översättning publicerades av Viz Media den 16 augusti 2011. Kostymer (inklusive Ico och Yorda), klistermärken och ljudeffekter från Ico är en del av ett tilläggspaket för spelet Little Big Planet, ihop med liknande material från Shadow of the Colossus, efter att ha kontaktats av spelets utvecklare Media Molecule cirka två veckor tidigare. En filmadaptation av Ico kan komma till stånd baserat på framgångarna med adaptionen av Shadow of the Colossus, som skapas av Misher Films i samarbete med Sony och Fumito Ueda.

### Soundtrack
Ico innehöll en begränsad mängd musik och ljudeffekter. Soundtracket, Ico: Kiri no Naka no Senritsu (ICO～霧の中の旋律～ Iko Kiri no Naka no Senritsu?, "Ico: Melodin inuti dimman"), komponerades av Michiru Oshima och ljudavdelningen "pentagon" (Koichi Yamazaki & Mitsukuni Murayama) och släpptes i Japan av Sony Music Entertainment den 20 februari 2002. Albumet distribueras av Sony Music Entertainment Visual Works. Den sista låten på CD:n, "ICO -You Were There-", innehåller sång som framfördes av den före detta Libera-medlemmen Steven Geraghty.
| 1.           | Prologue             | Koichi Yamazaki & Mitsukuni Murayama | 0:36  |
| 2.           | Coffin               | Koichi Yamazaki & Mitsukuni Murayama | 1:33  |
| 3.           | Impression           | Michiru Oshima                       | 0:31  |
| 4.           | Castle in the Mist   | Michiru Oshima                       | 3:05  |
| 5.           | Beginning            | Michiru Oshima                       | 1:26  |
| 6.           | Who Are You?         | Michiru Oshima                       | 0:58  |
| 7.           | Darkness             | Koichi Yamazaki & Mitsukuni Murayama | 1:16  |
| 8.           | Heal                 | Koichi Yamazaki & Mitsukuni Murayama | 1:39  |
| 9.           | The Gate             | Koichi Yamazaki & Mitsukuni Murayama | 0:38  |
| 10.          | Queen                | Michiru Oshima                       | 1:43  |
| 11.          | Continue             | Koichi Yamazaki & Mitsukuni Murayama | 1:28  |
| 12.          | Déjà Vu              | Koichi Yamazaki & Mitsukuni Murayama | 0:52  |
| 13.          | Shadow               | Michiru Oshima                       | 1:33  |
| 14.          | Entity               | Michiru Oshima                       | 2:10  |
| 15.          | Collapse             | Michiru Oshima                       | 1:41  |
| 16.          | ICO -You Were There- | Michiru Oshima                       | 4:26  |
| Total längd: | Total längd:         | Total längd:                         | 25:35 |

## Övriga Team Ico-spel
Shadow of the Colossus (ワンダと巨像 Wanda to Kyozō?,  Wander och Kolossen), som släpptes till Playstation 2 i oktober 2005 i Japan och Nordamerika, utvecklades av samma arbetslag som utvecklade Ico. Spelet har liknande grafik, spelupplägg och berättelseteknik. Spelet gick under arbetsnamnet "Nico" ("ni" (二?) är 2 på japanska) fram till att den officiella titeln avslöjades. När Ueda fick frågan om sambandet mellan de två spelen konstaterade han att Shadow of the Colossus är en prequel till Ico, särskilt med hänvisning till slutet av Shadow där ett barn föds med två horn.
Team Icos tredje spel, The Last Guardian (i Japan känt som Hitokui no Ōwashi Trico (人喰いの大鷲トリコ Hitokui no Ōwashi Toriko?,  "Trico, den människoätande örnen")) tillkännagavs tidigare som ett Playstation 3-spel vid Electronic Entertainment Expo 2009. Spelet kretsar kring förbindelsen mellan en ung pojke och en stor griffon-liknande varelse som han blir vän med, och som kräver att spelaren får varelsen att samarbeta för att avklara spelets pussel. Spelet hamnade i flera komplikationer från både hårdvarans begränsningar och att Ueda och andra Team Ico-medlemmar lämnade Sony runt 2012, men Ueda och andra medlemmar fortsatte att arbeta på spelet via konsultavtal. Spelet byttes senare till Playstation 4 år 2012 och återinfördes formellt 2015, med planerad utgivning någon gång under 2016. Ueda har sagt att "kärnan i spelet ligger ganska nära till Ico".